# Battle Assembly
Battle Assembly és el terme que utilitza l'exèrcit dels EUA per descriure el cap de setmana que els soldats que depenen de l'exèrcit a la reserva realitzen de forma mensual per millorar les seves capacitats de lluita.
Aquestes trobades es coneixen com a drill (Instrucció) o weekend drill (Cap de setmana d'instrucció) però des que el president George W. Bush va declarar que el país es trobava en una situació de Guerra Global contra el Terrorisme, es va canviar el nom a aquests encontres per emfatitzar la necessitat de la formació contínua del soldats a la reserva.
Un cop a l'any, la majoria d'unitats celebren el Family Day on membres de la familia del soldat poden assistir i veure des de primera linea l'entrenament dels soldats. A més a més solen celebrar-se actes benèfics entre els familiars dels soldats.